# Akzeptabilität
Unter Akzeptabilität versteht man zunächst allgemein die Akzeptierbarkeit oder Annehmbarkeit, beispielsweise von Sachverhalten oder menschlichen Äußerungen wie Werke, Vorgehensweisen oder Praktiken.
In der Linguistik bezeichnet sie den Grad der Angemessenheit und Verständlichkeit einer Äußerung, beurteilt durch einen sprachkundigen Sprecher/Hörer in einer bestimmten Situation.
Konkret bedeutet dies, dass jemand einen Satz in seiner Muttersprache dann als „angemessen“ akzeptiert, wenn der Satz in seiner Sprache so benutzt wird oder benutzt werden könnte. Die Akzeptabilität hat keinen einheitlichen Wert und kann in unterschiedlichem Maße beurteilt werden.

## Gegenbegriff: Grammatikalität
Dem gegenübergestellt wird die Grammatikalität, die von der Grammatik bestimmt wird. Auch ein grammatikalisch „richtiger“ Satz kann inakzeptabel sein, etwa dann, wenn er in sich zu verschachtelt ist, um problemlos verstanden zu werden.

## Beispiele
Beispiele für aus verschiedenen Gründen nicht akzeptable Sätze:
```
(1)*
[
2
]
 
Er bin böse.

(2)*  
The child the teacher the man knows talked to is there.

(3) 
Dies ist ein dreiseitiger Kreis.
```

Satz 1 ist grammatisch falsch und deshalb nicht akzeptabel. Allerdings können Äußerungen, die nicht allen grammatischen Regeln folgen, dennoch akzeptabel sein. Der Hinweis auf grammatisch unvollständige Sätze (in Überschriften, als Ausrufe) mag hierzu genügen. 
Satz 2 ist syntaktisch zu verschachtelt, um von allen Hörern/Lesern als akzeptabel empfunden zu werden. 
Satz 3 ist grammatisch, syntaktisch korrekt, aber semantisch inakzeptabel, da er unsinnig ist, wie etwa Paula schwimmt blaue Bohnen. Hinzu kommen weitere Eigenschaften wie die stilistische Angemessenheit in einer bestimmten Situation.
Die Sinnhaftigkeit oder der Sinn von Sätzen ist nur erkennbar, wenn die Worte in ihrem Zusammenhang, in ihrem Kontext erfasst werden, dieses Vorgehen ist Teil der semantischen Analyse.

## Akzeptabilität als Textualitätskriterium
Akzeptabilität ist eines der sieben Textualitätskriterien, die von Robert-Alain de Beaugrande und Wolfgang Ulrich Dressler aufgestellt wurden. Sie betrifft die Einstellung des Textrezipienten zum Text. Die Akzeptabilität eines Textes hängt nach Beaugrande/Dressler (1981) einerseits von der Qualität des Textes, seiner Kohärenz, Verständlichkeit und Informativität ab, andererseits von der Erwartung des Rezipienten und dessen Fähigkeit, den Text zu verstehen. Die Akzeptabilität eines Textes ergibt sich auch daraus, wie viel Wissen von Textproduzent und Textrezipient geteilt wird.